# Kamil Novotný
Kamil Novotný (22. listopadu 1892, Praha – 8. září 1959, Praha) byl český historik umění, výtvarný kritik, spisovatel publikací o umění, redaktor a ministerský úředník.

## Život
Po maturitě na Akademickém gymnáziu v Praze vystudoval dějiny umění na Filosofické fakultě Univerzity Karlovy v Praze. V roce 1918 se stal úředníkem Ministerstva školství a národní osvěty. V roce 1936 se stal odborovým radou a v roce 1947 byl jmenován odborovým přednostou.
Po únorovém převratu byl dne 1. března 1948 propuštěn ministrem Zdeňkem Nejedlým. Ztratil tak smysl životra, žil ve finančním nedostatku. Onemocněl a v roce 1959 zemřel. Díky úsilí manželky Anny Novotné byl teprve v roce 1969 morálně rehabiliutován.
Uspořádal výstavy českého výtvarného umění v Československu a v zahraničí (v Jugoslávii, Francii, Holandsku, Rakousku, Sovětském svazu atd.), pro řadu z nich psal i texty do katalogů.
Opatroval pozůstalosti umělců, například Štursovu pozůstralost v Tróji.

## Členství ve spolcích
Byl mimořádným členem a dlouholetým jednatelem Spolku výtvarných umělců Mánes.

## Publikace

### Architektura
- Chrám Matky Boží před Týnem, Praha : F. Topič, 1916, 40 s., 2. vydání 1924
- Juditin most v Praze, Praha : vlastní náklad, 1926
- Karlův most, Praha : F. Topič, 1. vydání, 1917, 40 stran obrazové přílohy
- Karlův most, spoluautor: Emanuel Poche, fotografie: Josef Ehm, Praha : Pražské nakladatelství V. Poláčka, 1947, 147 s.

### Výtvarné umění
- Výstava Jana Baucha : Topičův salon, 24. výstava, Praha : F. Topič, 1940
- A. Chittussi, Ronov nad Doubravou : MNV, 1948, 35 s.
- Miloš Jiránek, Praha : Melantrich, 1936
- Rudolf Kremlička, Praha : S. V. U. Mánes ; Melantrich a. s., 1942, 32 s.
- Josef Lada : souborná výstava, Praha ; 1941, katalog výstavy SVU Mánes Praha 17.1.–16.2.1941, Praha : SVU Mánes, 1941, 31
- Obrazy Vladimíra Sychry, Praha : F. Topič, 1940. katalog 29. výstavy v Topičově salonu
- Katalog výstavy Václava Špály pořádané Skupinou V.U. v Brně ve spol. galerii Nová ulice 23 (hotel Passage) v březnu 1934, Brno : Skupina výtvarných umělců, 1934
- Jan Štursa : výbor z díla, Praha : Melantrich, 1940
- Jan Trampota : oleje : katalog výstavy, 13. duben – 4. květen 1927, Praha : Spolek výtvarných umělců Mánes, 1927

## Redaktor
Od roku 1928 psal výtvarné kritiky a referáty pro deník Právo lidu.
Od roku 1919 působil jako redaktor Časopisu Společnosti přátel starožitností.
V letech 1938–1943 působil jako redaktor časopisu Zprávy památkové péče.

## Pozůstalost
Písemná pozůstalost Kamila Novotného je uložena v literárním archivu Památníku národního písemnictví, který ji získal v roce 1981. Obsahuje dokumenty z let 1898–1974, převážně jen doklady. Dále se zde nalézá korespondence s Emilem Fillou, Alfredem Fuchsem, Jaromírem Johnem, Karlem Košťálem, Jaroslavem Kvapilem, Václavem Poláčkem, Janem Slavíčkem, Spolkem výtvarných umělců Mánes a se Zdeňkem Wirthem. Dále jsou zde uchovány výstřižky s dobovými recenzemi a referáty. Pozůstalost zabírá šest archivních kartónů a má označnení 52/81.